# 晚熟的人
《晚熟的人》是先锋派作家莫言在获得诺贝尔文学奖之后的首部短篇小说集。

## 故事梗概
1. 左镰
2. 晚熟的人
3. 斗士
4. 贼指花
5. 等待摩西
6. 诗人金希普
7. 表弟宁赛叶
8. 地主的眼神
9. 澡堂与红床
10. 天下太平
11. 火把与口哨
12. 红唇绿嘴

## 创作
莫言接受新华社采访时说：“有两篇是在2010年写的，如《澡堂与红床》。还有几篇是在2012年创作的，如《等待摩西》《斗士》《左镰》等，是2012年在陕西秦岭附近一个朋友家里写出了初稿。今年（2020年）春天，我写了两个中篇，就是《火把与口哨》和《红唇绿嘴》。再加上两个短篇《贼指花》以及《晚熟的人》。所有人物都有原型。”